# Nueva Pompeya (Buenos Aires)
Nueva Pompeya es uno de los 48 barrios de la Ciudad Autónoma de Buenos Aires y forma parte de la Comuna 4, en la zona sur. Es uno de los barrios proletarios de mayor tradición tanguera.
Un tango muy popular, "Sur", lo menciona así: "Pompeya y más allá la inundación". El autor de sus versos fue el letrista lírico y radical y luego peronista, Homero Manzi, nacido en Añatuya, Santiago del Estero pero radicado en Pompeya. El paisaje que describe, de la década de 1930, define tanto el espíritu como el aspecto físico del barrio: "La esquina del herrero, barro y pampa,
tu casa, tu vereda y el zanjón, y un perfume de yuyos y de alfalfa que me llena de nuevo el corazón".

## Ubicación geográfica
En el año 2007, mediante la Ley N° 2329 sancionada el 10 de mayo, se rectificaron los límites de varios barrios para adecuarlos a la Ley de Comunas por lo que los límites actuales son: Cnel. Esteban Bonorino, carril sureste de la Avenida Gral. F. Fernández de la Cruz, Agustín de Vedia, Avenida Riestra, Del Barco Centenera, Avenida Cobo, Avenida Caseros, Avenida Almafuerte, José Cortejarena, Cachi, Ancaste, Avenida Amancio Alcorta, Iguazú, prolongación virtual Iguazú, Riachuelo (deslinde Capital-Provincia), prolongación Cnel. Esteban Bonorino (proyectada), Cnel. Esteban Bonorino. Limita con los barrios de Villa Soldati al oeste, Flores, Parque Chacabuco y Boedo al norte, Parque Patricios al noreste y Barracas al este, y con las localidades de Piñeyro (Avellaneda) y Valentín Alsina (Lanús) al sur. Integra la Comuna 4.

## Historia

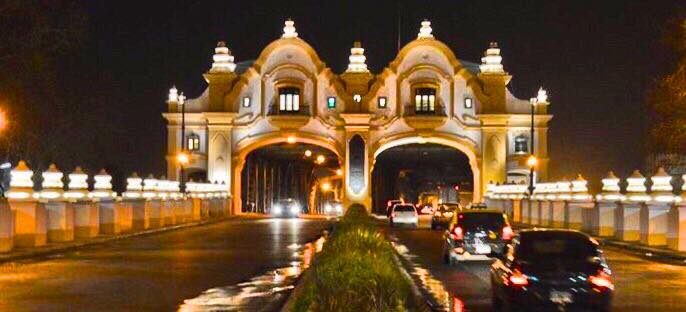
Puente Alsina.

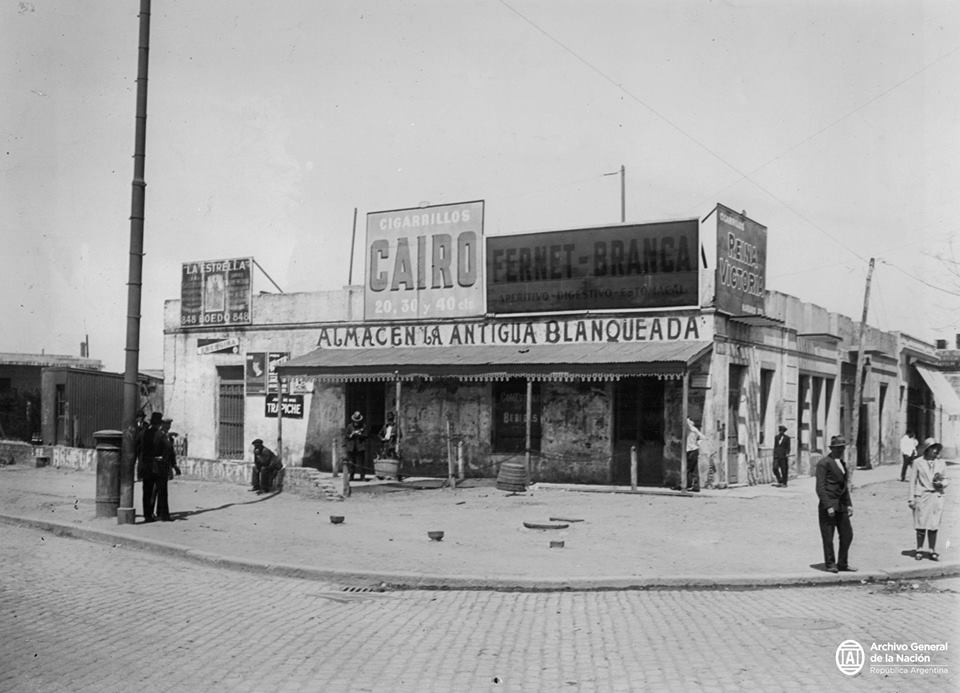
Almacén La Blanqueada, en Avenida Saénz y Rabanal.

Debe su nombre a la Parroquia y Santuario Nuestra Señora del Rosario de Pompeya, levantada en 1900 por religiosos capuchinos. Hasta entonces, se lo conocía como barrio de las Ranas o del Bañado. Esto se debe a que está ubicado en tierras anegadizas, junto al Riachuelo, curso de agua que señala el límite sur de la ciudad. Tenía muy escasa población, con fama de pendenciera y peligrosa. La mayor parte, trabajaba en el matadero de ganado ubicado en lo que es actualmente el vecino barrio de Parque Patricios. El término "rana", en el viejo lunfardo porteño, designa al hombre listo, astuto, y se supone que esos eran atributos de los habitantes del barrio "de las Ranas".
La actual avenida Sáenz, era llamada "avenida de los Huesos", por la gran cantidad de huesos de vacunos, muertos antes de llegar al matadero.
En la zona había numerosas pulperías, frecuentadas por cuchilleros, arrieros y guitarristas. Una de ellas, la pulpería de María Adelia, en Corrales y avenida La Plata, tenía un patio tan grande que sirvió como hospital de campaña en los combates de 1880 entre facciones que disputaban a favor y en contra de convertir la ciudad en capital federal. Otra pulpería famosa fue La Blanqueada, que fue inaugurada en 1802 como almacén de ramos generales. La Blanqueada fue explotada comercialmente como pizzería hasta el 2017, año en que cerró.
Durante el proceso de sustitución de importaciones, se radicaron en la zona grandes empresas como Alba (pinturas y barnices) y Centenera (envases), además de numerosas industrias medianas y talleres. Así se transformó Nueva Pompeya en un barrio industrial. Los trabajadores de estos establecimientos construyeron sus viviendas cerca de sus lugares de trabajo. Con el proceso de desindustrialización acaecido a partir de la década del '70, se fueron poblando sus villas de emergencia.
En 1938 se construyó sobre el Riachuelo un puente adornado con arcos y columnas de mampostería de estilo neocolonial. Característico del barrio, fue llamado primero Puente Alsina y luego Puente José Félix Uriburu. Une Nueva Pompeya con la ciudad bonaerense de Valentín Alsina, también industrial. 
A comienzos del siglo XX, un grupo de estudiantes del Colegio Luppi fundó el Club Atlético Huracán, pero a los pocos años acabaría instalándose en el contiguo Parque Patricios y actualmente es identificado con dicha jurisdicción.

## Características
Con el correr del siglo la zona desarrolló su actual aspecto edilicio. Se edificaron casas de una sola planta, unifamiliares, a las que se sumaron, a fines de la década del 30, la inauguración del Círculo Católico de Obreros sobre un predio de 8.035 m² en la avenida Sáenz al 1342 cedido por la Municipalidad de la Ciudad de Buenos Aires mediante la Ordenanza 10.191 del 30/12/1938 y en el año 1952 la inauguración de un natatorio de 27 metros de largo y 12 metros de ancho. Actualmente dicho predio es administrado por uno de los clubes barriales más referentes de la zona, el Club Social y Deportivo Franja de Oro. Hay muy pocos edificios de departamentos en el barrio.
El barrio es atravesado por numerosas líneas de colectivos, la mayoría de las cuales transitan por la avenida Sáenz. La avenida Sáenz es además la arteria comercial de Pompeya. A pesar de la desindustrialización continua, persisten todavía  actividades productivas como depósitos industriales, transportes de carga o imprentas.
La Villa 21 es un barrio de emergencia, tiene una parte en Nueva Pompeya, está conformada por población nativa e inmigrante. El barrio Espora es de departamentos económicos en los que viven más de 800 familias.[cita requerida]

## Sitios de interés
"Sur en vivo" es un centro cultural ubicado en Avenida Sáenz 459. Cuenta con 1800 metros cuadrados y una capacidad para 2346 personas. Se ofrecen shows de escenario de los más diversos

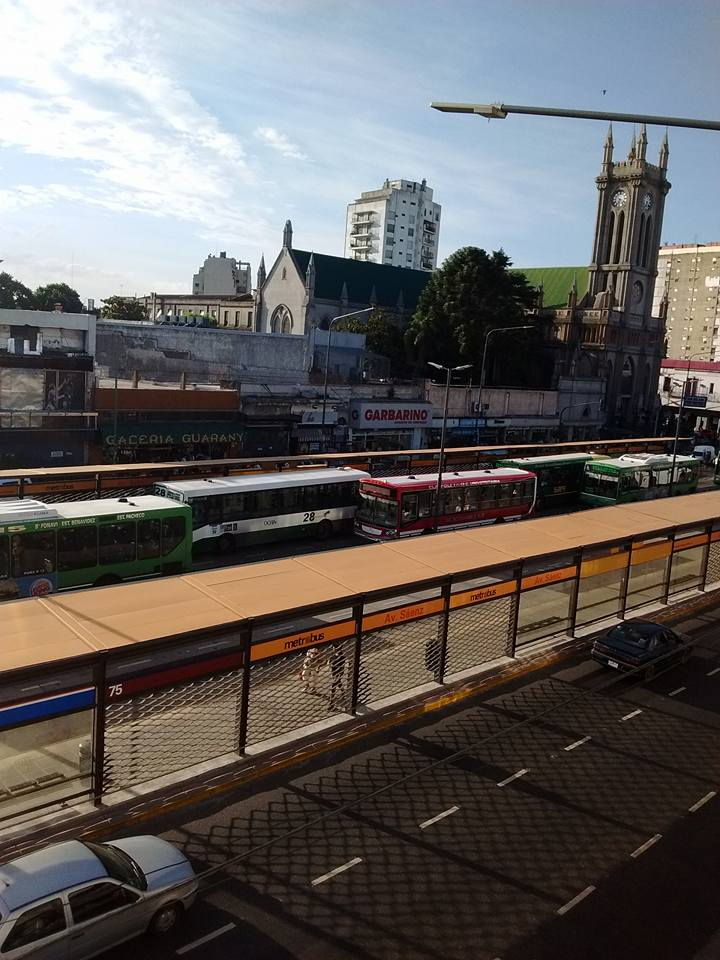
Avenida Sáenz, año 2015.

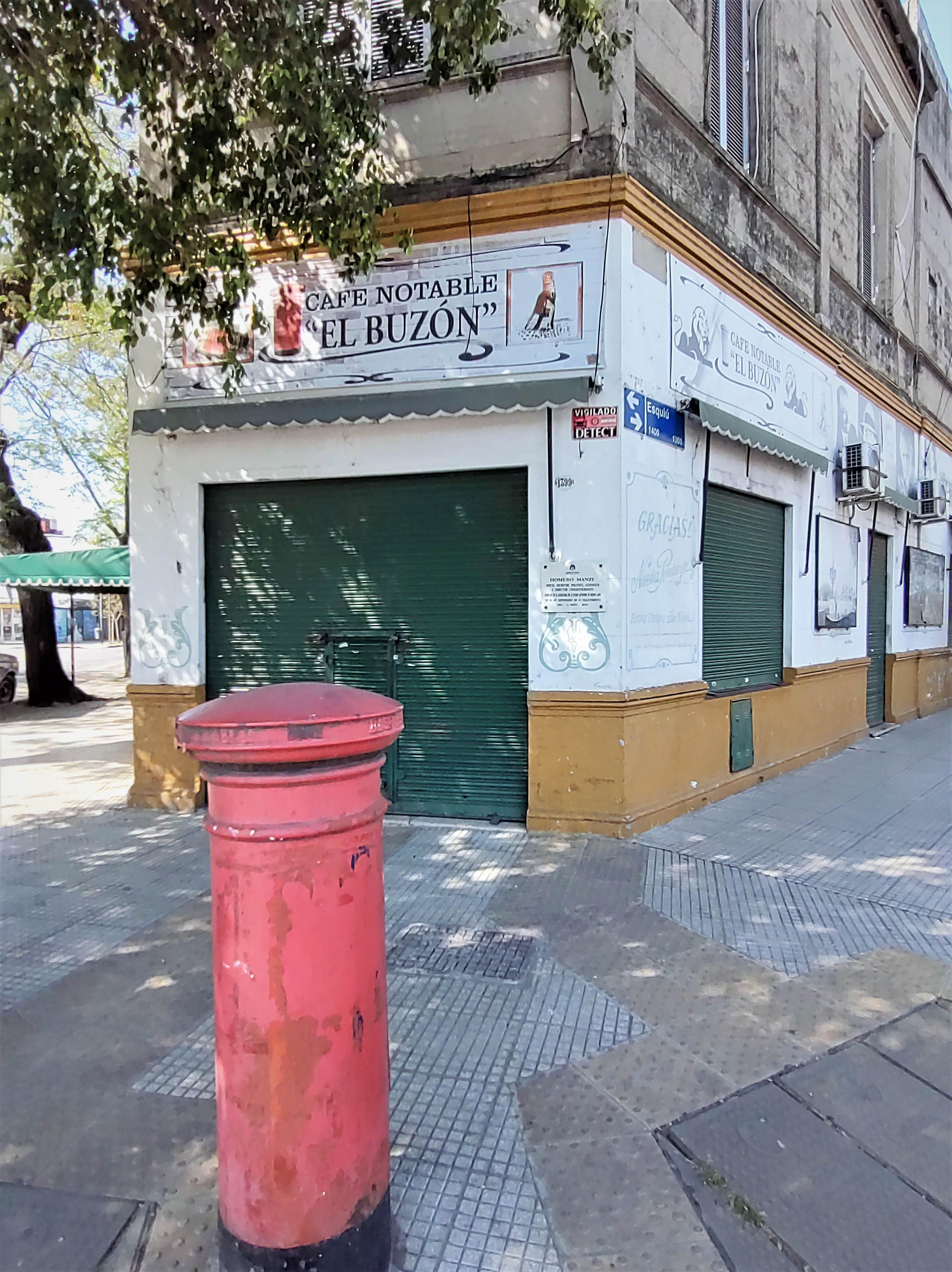
Bar Notable: El Buzón, en Esquiú 1393

Junto a una estación ferroviaria (la Estación Sáenz), en el cruce de la avenida Sáenz con la avenida Perito Moreno, funciona los domingos la Feria de Pájaros, donde se exhiben y se venden aves de las más diversas especies y colores, especialmente pájaros canoros.
En la calle Beazley está el Bar el Chino, una institución representativa del barrio. Fue instalado por el cantor de tangos Jorge "Chino" Garcés, y fue frecuentado por el ambiente tanguero. Un habitué ilustre del bar es el actor español José Sacristán en sus estadías en Buenos Aires.
La Colonia, nombre con el que se conoce a la Colonia obrera de Nueva Pompeya, es un complejo formado por 46 casas de un ambiente, 96 casas de dos ambientes y tres casas de tres ambientes, siendo solo algunas de alto, y está ubicada entre las calles Traful, A. Einstein, Cachi y G. Gutiérrez. La colonia fue diseñada por el arquitecto Vicente Frigerio Álvarez y construida por el Jockey Club y las Damas Vicentinas, y se inauguró el 18 de octubre de 1912 con la presencia del presidente de la Nación Roque Sáenz Peña y el intendente Joaquín de Anchorena. En la torre central funcionaba antiguamente una biblioteca. En la parte superior de la torre hay un reloj que solía tocar una campanada cada 15 minutos.
El Museo Mano Blanca funciona en la esquina de Centenera y Tabaré. En dicha esquina, un mural, contiene la letra del tango "Mano Blanca".
El Bar El Buzón, en Esquiú y Centenera, fue declarado un bar notable de la ciudad de Buenos Aires.
Localizada sobre la avenida Rabanal, está la Iglesia Ortodoxa Griega San Nicolás. Su templo tiene una fachada de estilo neobizantino, construido por el arquitecto Constantinidis en 1953.
En el Puente Alsina, opera el Centro Cultural Polo Bandoneón.

## Nueva Pompeya, barrio de tango
El tango, originario del suburbio orillero, tuvo en los bares y boliches de Pompeya, un lugar de expansión y desarrollo. Películas como "El último aplauso" o "Bar el Chino" contaron la historia de uno de estos bares. El mismo barrio constituyó el escenario para varios tangos. Homero Manzi, que estudió en Pompeya en el desaparecido colegio Luppi, en Esquiú y Centenera, dedicó sus obras Sur, Mano Blanca y Barrio de tango al barrio. 

Ahora sigan parejo otra vez,/ Que esta noche me esperan sus ojos/ En la avenida Centenera y Tabaré./ Dónde vas, carrerito porteño… (Mano Blanca)

Un pedazo de barrio, allá en Pompeya,/ durmiéndose al costado del terraplén./ Un farol balanceando en la barrera/ y el misterio de adiós que siembra el tren. / Un ladrido de perros a la luna./ El amor escondido en un portón.

(Barrio de tango)

Mientras que Julián Centeya, compuso una milonga en 1938, en la que mencionó a Pompeya:

Me llamo Julián Centeya/ por más datos soy cantor./ Nací en la vieja Pompeya,/ tuve un amor con Mireya.
(Julián Centeya)

## Iglesia del Rosario de Nueva Pompeya

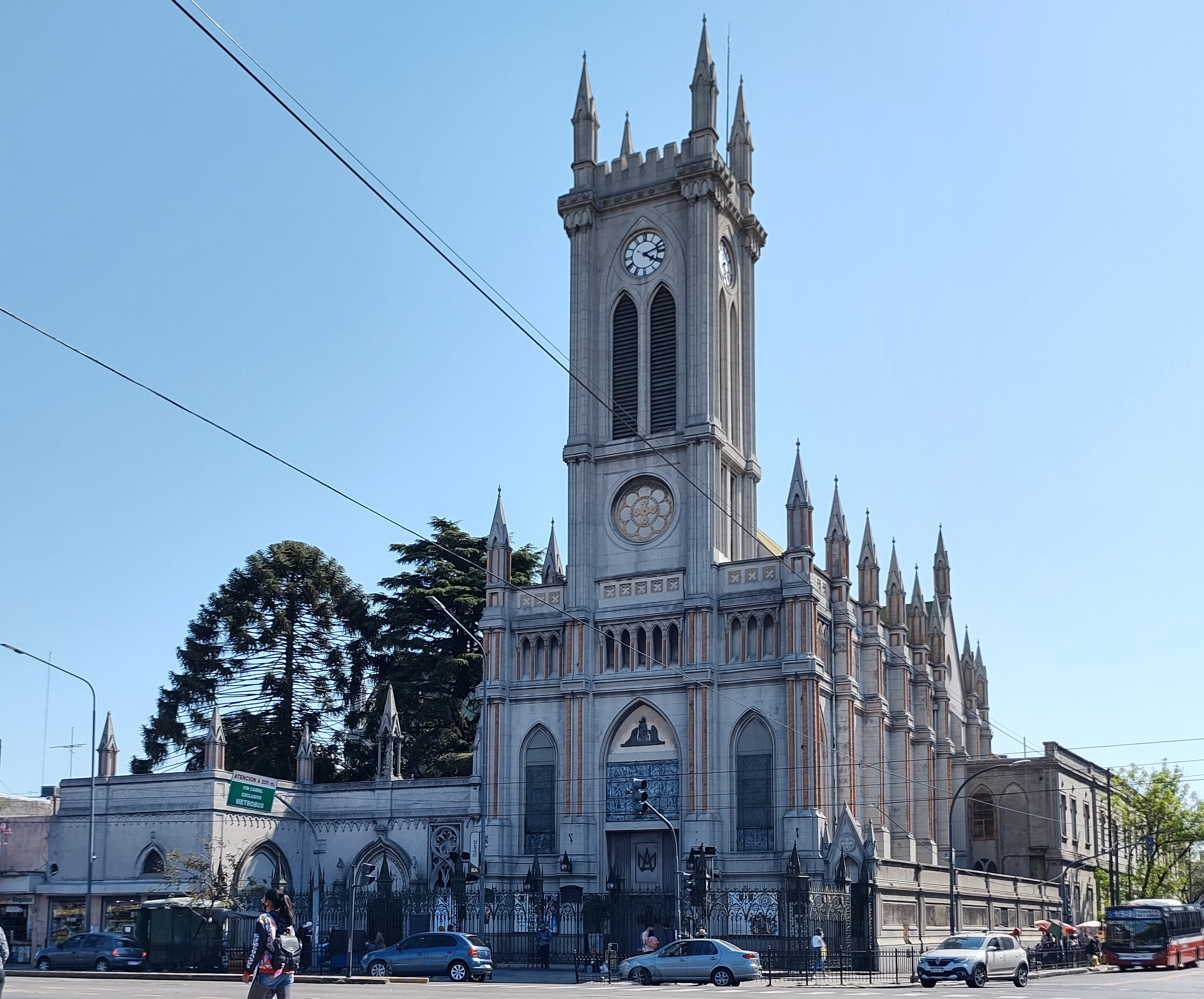
Santuario Nuestra Señora del Rosario de Pompeya

El 14 de mayo de 1896 se coloca la primera piedra bendecida para la construcción de una capilla en un terreno que fue donado por las señoras de San Vicente de Paul de la parroquia de San Cristóbal su construcción, dirigida por el arquitecto y pintor Augusto César Ferrari, fue hasta el 29 de junio de 1900 cuando fue inaugurada la iglesia En el año 1906 se convierte en parroquia. Se destaca por sus sobrias líneas de arquitectura neogótica, y se presenta como una pieza armónica.
Posee una única torre de altura. Ventanales en ojiva con maravillosos vitrales de origen alemán en forma de arco ojival representan los quince misterios del Santo Rosario. Pequeñas torrecillas a los laterales con verja de artístico hierro forjado. En la ambientación de las naves se observan estatuas religiosas y pinturas al óleo. En las paredes se encuentran cuadros de hechos históricos y en el techo su realización es de madera en listones. En el centro del patio hay un monumento-fuente en bronce de la Virgen de Pompeya. Varias partes de la iglesia son réplica de los escombros de la destrucción de la ciudad de Pompeya.
Al proyecto original de una nave se le agregó en la década del 20 otra lateral, debido a la gran cantidad de fieles. Además posee un reloj que se ubica en la parte superior el cual fue traído por el padre Agustín de Pamplona desde España en el año 1923. Fue en el año 1935 cuando las campanas comenzaron a sonar gracias a Enrique Borneman relojero experto que estudio pacientemente el mecanismo y las puso a funcionar.
Es la iglesia considerada más popular de Buenos Aires.

## Pompeyanos destacados
- Homero Manzi
- Francisco Rabanal
- Rubén Rabanal
- Hugo Marcel
- Leandro Romagnoli
- Nelly Nistal
- Albino Argüelles
- Claudio D. González